# Строфария сине-зелёная
Строфария сине-зелёная (лат. Stropharia aeruginosa) — гриб семейства Строфариевые (Strophariaceae).

## Описание
- Шляпка 3—8 см в диаметре, конусообразная, зеленовато-синего цвета. Со временем выцветает. Край шляпки, иногда только в молодом возрасте, с беловатыми остатками частного покрывала.
- Мякоть белого или серовато-белого цвета, с приятным грибным запахом и слабым островатым вкусом [1].
- Гименофор пластинчатый, пластинки приросшие к ножке, довольно часто расположенные, в молодом возрасте синеватого, при созревании фиолетово-бурого.
- Споровый порошок буро-фиолетовый.
- Ножка 4—10 см длиной, ровная, синеватого цвета, с кольцом.
- Встречается поздним летом и осенью (до ноября), обычно группами, реже одиночно, сапротроф.

## Экология и распространение
Произрастает в смешанных и хвойных лесах, в травянистых местах, богатых гумусом. Иногда растёт на трухлявых пнях. Встречается как одиночно, так и группами. Известна в Евразии и Северной Америке.
Сезон: с сентября до начала ноября.

## Сходные виды
- Строфария небесно-синяя (Stropharia caerulea) растёт за пределами леса, в парках, на пастбищах и полянах. Имеет более синий оттенок.

## Съедобность
Гриб съедобен, хотя в США ошибочно считается ядовитым. Годится для всех видов кулинарной обработки, в том числе и для запекания и засола. Перед приготовлением рекомендуется снять скользкую кожицу со шляпки.